# Sant Martí de Fellines
Sant Martí de Fellines és una església romànica del veïnat de Fellines, al municipi de Viladasens (Gironès). És una obra protegida com a bé cultural d'interès local.

## Descripció
Es troba dins el veïnat de Fellines, voltada d'unes poques cases. L'edifici és de planta d'una sola nau capçada, a llevant, per un absis semicircular de gairebé la mateixa amplada que la nau, amb una finestra de doble esqueixada. La coberta de la nau és de volta de canó apuntada. La planta ha estat força alterada pels afegits posteriors de les tres capelles laterals, dues de simètriques, al costat i costa de la nau, i encara una altra més petita al costat nord. La sagristia i el campanar de torre també responen a reformes posteriors. La portalada del mur de migdia és d'arquivoltes en gradació, llinda i timpà llis, respon a la tipologia romànica estesa en la zona de l'Empordà.
És mencionada en un document de l'any 1058 amb motiu de la restitució de l'església per la comtessa Ermessenda al bisbe Berenguer de Girona.